# Balaqirude
Balaqirude (kinesiska: 巴拉奇如德, 巴拉奇如德苏木) är en socken i Kina. Den ligger i den autonoma regionen Inre Mongoliet, i den norra delen av landet, omkring 760 kilometer nordost om regionhuvudstaden Hohhot. Antalet invånare är 12213. Befolkningen består av 5 902 kvinnor och 6 311 män. Barn under 15 år utgör 14,0 %, vuxna 15-64 år 79 %, och äldre över 65 år 6,0 %.
Genomsnittlig årsnederbörd är 485 millimeter. Den regnigaste månaden är juni, med i genomsnitt 121 mm nederbörd, och den torraste är januari, med 4 mm nederbörd.